# Драма (периферийная единица)
Драма (греч. Περιφερειακή Ενότητα Δράμας) — одна из периферийных единиц Греции.
Является региональным органом местного самоуправления и частью административного деления. По программе Калликратиса с 2011 года входит в периферию Восточная Македония и Фракия . 
Административный центр — город Драма.

## Административно-территориальное деление
Периферийная единица Драма делится на 5 общин:
- Доксатон (2)
- Драма (1)
- Като-Неврокопион (3)
- Паранестион (4)
- Просоцани (5)